# Imminoacido

Struttura dell'acido 1-pirrolin-5-carbossilico (P5C), un imminoacido.

In chimica, gli imminoacidi sono molecole che hanno nella loro struttura sia il gruppo funzionale imminico ({\displaystyle {\ce {=NH}}}) sia quello carbossilico ({\displaystyle {\ce {-COOH}}}). Poiché gli imminoacidi possiedono un gruppo funzionale a  carattere basico (quello imminico) e uno a acido (quello carbossilico), sono considerate molecole anfotere.

## Terminologia obsoleta
Dal 1997 la IUPAC considera obsolescente il considerare queste molecole come eccezionali amminoacidi secondari (amminoacidi che, come la prolina, sono ammine secondarie).

## Biosintesi
Gli enzimi D-amminoacido ossidasi sono in grado di convertire gli amminoacidi in imminoacidi.
Ad esempio, il precursore diretto della prolina è l'imminoacido mostrato in figura (acido 1-pirrolin-5-carbossilico, abbreviato P5C), la cui reazione di trasformazione è catalizzata dalla P5C sintasi. Questo enzima è una D-amminoacido ossidasi che lavora riducendo il doppio legame a legame singolo.